# Islandski red slobodnih zidara
Islandski red slobodnih zidara (isla.. Frímúrarareglan á Íslandi), skraćeno FaI, je regularna slobodnozidarska velika loža u Islandu. Velika loža, odnosno Red, uspostavljena je 1951. uz pomoć Danskog reda slobodnih zidara.

## Povijest
Bratstvo islanskih slobodnih zidara osnovano je 15. studenoga 1913. godine kao udruga u Reykjaviku a pod zaštitom Danskog reda slobodnih zidara. Većina islandskih slobodnih zidara u to vrijeme bila je u Loži "Zorobabel i Frederik okrunjenoj nadi" u Kopenhagenu. Pored njih, islandskih slobodnih zidara bilo je u ložama u Sjevernoj Americi i Škotskoj.
Na Bogojavljenje, 6. siječnja 1918. godine, Bratstvo islanskih slobodnih zidara postala je instrukcijska loža u cilju pripreme za uspostavu potpune lože unutar Švedskog obreda koji djeluje u Danskoj i na Islandu. Godinu dana nakon toga, 6. siječnja 1919. godine, također na Bogojavljenje, otvorena je prva loža u Reykjavíku. Loža je dobila naziv "Edda" koje je preuzeto iz islandske srednjovjekovne zbirke nordijske mitološke i herojske poezije. Bilo je četrnaest osnivača. Trinaest godina kasnije, 1932. godine, osnovana je druga loža na Islandu, i to Loža "Runa" u Akureyriju.
Tijekom 1950-ih dolazi do značajnijeg organizacijskog razvoja slobodnog zidarstva u Islandu. Prvo je, 23. srpnja 1951. godine, uspostavljen Islandski red slobodnih zidara kao potpuno suverena velika loža. Nakon toga osnivaju se još tri lože, dvije u Reykjavíku, Loža "Mimir" (1952.) i Loža "Gimli" (1957.), kao i Loža "Njala"	u Ísafjörðuru 1953. godine.
Godine 1963. osnovana je Loža "Čekić" u Hafnarfjörðuru. Deset godina kasnije, u 1973. godini, osnovana je Loža "Polje" u Akranesu, a ubrzo nakon toga, 1975. godine, Loža "Glitnir" u Reykjavíku. Loža "Sindri" u Njarðvíku osnovana je 1978. godine.
Tijekom 1980-ih osnovane su dvije nove lože. U Selfossu je 1983. godine je osnovana Loža "Sunce", a u Reykjavíku Loža "Fjolnir" četiri godine kasnije (1987.). 
Na prijelazu tisućljeća osnovane su dvije lože. Godine 1999. osnovana je Loža "Njord" u Hafnarfjörður a 2001. godine osnovana je Loža "Maelifell" u Sauðárkrókuru.
U prvoj polovici 2010-ih uspostavljeno je čak pet loža, posebno u 2010. godini, kada su osnovane čak tri lože: "Snorri" i "Iduna" u Reykjavíku, te Loža "Bdjenje" u Egilsstaðiru. Dve godine kasnije, 2012. godine, osnovana je Loža "Ljiljan" u Reykjavíku. Konačno, najnovija Loža "Hler" osnovana je 2014. godine u Reykjavíku.

## Ustroj
Sjedište Islandskog reda slobodnih zidara je u Reykjaviku.

### Lože
U 2022. godine Islandski red slobodnih zidara na razini plave lože ima 18 loža koje rade na Ivanovskim stupnjevima Švedskog obreda. Od toga je devet u Reykjaviku, dvije su u Hafnarfjörðuru, te po jedna u Akranesu,  Akureyriju, Egilsstaðir, Ísafjörðuru, Njarðvíku, Sauðárkrókuru i Selfossu.
- Loža "Edda" (St. Jóhannesarstúka Edda) br. 1, Reykjavík – nosi naziv po poemama i pjesmama iz islandskih saga.
- Loža "Runa" (St. Jóhannesarstúka Rún) br. 2, Akureyri – nosi naziv po runama, slovima runske abecede.
- Loža "Mimir" (St. Jóhannesarstúka Mímir) br. 3, Reykjavík – nosi naziv po Mimiru, divu u nordijskoj mitologiji.
- Loža "Njala" (St. Jóhannesarstúka Njála) br. 4, Ísafjörður – nosi naziv po Njala, islandskoj sagi iz 13. stoljeća.
- Loža "Gimli" (St. Jóhannesarstúka Gimli) br. 5, Reykjavík – nosi naziv po Gimliju, mjestu u nordijskoj mitologiji.
- Loža "Čekić" (St. Jóhannesarstúka Hamar) br. 6, Hafnarfjörður – nosi naziv po čekiću.
- Loža "Polje" (St. Jóhannesarstúka Akur) br. 7, Akranes – nosi naziv po njivi.
- Loža "Glitnir" (St. Jóhannesarstúka Glitnir) br. 8, Reykjavík – nosi naziv po Glitniru, palači u kojoj živi nordijski bog Forseti.
- Loža "Sindri" (St. Jóhannesarstúka Sindri) br. 9, Njarðvík – nosi naziv po Sindriju, patuljku u nordijskoj mitologiji.
- Loža "Sunce" (St. Jóhannesarstúka Röðull) br. 10, Selfoss – nosi naziv po staronordijskoj riječi za Sunce.
- Loža "Fjolnir" (St. Jóhannesarstúka Fjölnir) br. 11, Reykjavík – nosi naziv po mitskom kralju Fjolniru u nordijskoj mitologiji.
- Loža "Njord" (St. Jóhannesarstúka Njörður) br. 12, Hafnarfjörður – nosi naziv po Njordu, bogu pomorstva u nordijskoj mitologiji.
- Loža "Maelifell" (St. Jóhannesarstúka Mælifell) br. 13, Sauðárkrókur – nosi naziv po Maelifellu, vulkanu na jugu Islanda.
- Loža "Snorri" (St. Jóhannesarstúka Snorri) br. 14, Reykjavík – nosi naziv po Snorriju, ratniku iz islandskih saga.
- Loža "Iduna" (St. Jóhannesarstúka Iðunn) br. 15, Reykjavík – nosi naziv po Iduni, božici proljeća u nordijskoj mitologiji.
- Loža "Bdjenje" (St. Jóhannesarstúka Vaka) br. 16, Egilsstaðir – nosi naziv po staronordijskoj riječi za Bdjenje.
- Loža "Ljiljan" (St. Jóhannesarstúka Lilja) br. 17, Reykjavík – nosi naziv po cvijetu ljiljan.
- Loža "Hler" (St. Jóhannesarstúka Hlér) br. 18, Reykjavík – nosi naziv po Aegiru, bogu mora u nordijskoj mitologiji.

Pored toga, Islandski red ima i tri instrukcijske lože, u Húsavíku, Siglufjörðuru i Stykkishólmuru.

### Popis velikih majstora
Islandskim redom slobodnih zidara upravlja veliki majstor (isla. Stórmeistari) koji se bira na četvorogodišnje razdoblje. Dosadašnji veliki majstori su:
1. Sveinn Björnsson (1951. – 1952.), predsjednik Islanda
2. Ólafur Lárusson (1952. – ?.)
3. Asgeir Asgeirsson  (?. – ?.), predsjednik Islanda
4. Valdimar Stefánsson (?. – ?.)
5. Ásgeir Magnússon (?. – ?.)
6. Víglundur Möller (?. – ?.)
7. Gunnar J. Möller (?. – 1988.)
8. Indridi Pálsson (1988. – 1999.)[9]
9. Sigurður Örn Einarsson (1999. – 2007.)
10. Valur Valsson (2007. – 2019)[10]
11. Kristján Þórðarson (od 2019.)

### Međunarodna suradnja
Islandski red sudjeluje u radu Svjetske konferencije regularnih masonskih velikih loža. Također, potpisao je povelje o prijateljstvu i međusobnom priznavanju s preko 120 regularnih velikih loža.

### Obredi
Povijesni slobodnozidarski obred Islandskog reda je Švedski obred i to je izvorni obred svih loža. U slobodnom zidarstvu velika loža upravlja simboličkim stupnjevima plave lože (učenik, pomoćnik i majstor) i delegira upravljanje visokim stupnjevima.

## Pridružena tijela i redovi
Uobičajno je da upravljanje visokim stupnjevima svaka velika loža provodi kroz pridružena tijela i redove od kojih svaki predstavlja jedan obred a na temelju potpisanih konkordata. Međutim upravljanje visokim stupnjevima u Švedskom obredu provodi "velika loža" odnosno sam Red.

### Švedski obred
Struktura Islandskog reda u visokim stupnjevima Švedskog obreda, u srpnju 2024. godine, uključuje sljedeće:
- jedan kapitel (za stupnjeve od 7. do 11.) u Reykjaviku: Nacionalna velika loža na Islandu (Landsstúka Frímúrarareglunnar á Íslandi),[6]
- jedna podvornička loža (Stúartstúka) za kapitel (samo 7. stupanj) u Akureyriju,[6]
- 6 loža koje rade na stupnjevima sv. Andrije (od 4. do 6. stupnja), i to su četiri u Reykjaviku i po jedna u Akureyriju i Ísafjörðuru.[11][6]
  - Andrijevska loža "Helgafell" (St. Andrésarstúka Helgafell) br. 1, Reykjavík – nosi naziv po planini Helgafell.
  - Andrijevska loža "Hulda" (St. Andrésarstúka Huld) br. 2, Akureyri – nosi naziv po ženi koja je prakticirala magiju u nordijsoj mitologiji.
  - Andrijevska loža "Hlin" (St. Andrésarstúka Hlín) br. 3, Reykjavík – nosi naziv po Hlin, božici u nordijsoj mitologiji povezanoj s Frigg.
  - Andrijevska loža "Hekla" (St. Andrésarstúka Hekla) br. 4, Reykjavík – nosi naziv po Hekli, vulkanu na jugu Islanda.
  - Andrijevska loža "Harpa" (St. Andrésarstúka Harpa) br. 5, Ísafjörður
  - Andrijevska loža "Hugin" (St. Andrésarstúka Huginn) br. 6, Reykjavík – nosi naziv po Huginu, jednom od dva gavrana boga Odina u nordijsoj mitologiji.
- jedna instrukcijska loža za stupnjeve sv. Andrije u Egilsstaðiru.[12]

## Vanjske poveznice
- Službena stranica